# Golfo di Porto Vecchio
Il golfo di Porto Vecchio (in corso golfu di Portivechju) è un golfo del Mediterraneo situato lungo la costa sud-orientale della Corsica.
Il golfo prende il nome della città di Porto Vecchio, incastonata al fondo dello stesso.
| Controllo di autorità | VIAF (EN) 315150212 |